# Mekele 70 Enderta Football Club
Maillots
Dernière mise à jour : 21 octobre 2021.
Le Mekele 70 Enderta Football Club (en amharique : ጋንታ ኩዕሶ እግሪ መቐለ 70 እንደርታ), plus communément appelé Mekele 70 Enderta, est un club éthiopien de football fondé en 1972 et basé dans la ville de Mekele, la capitale du Tigré.

## Histoire
Le club est fondé en 1972.
À l'issue de la saison 2016-2017, le Mekele 70 Enderta termine à la première place du groupe A de deuxième division. En sortant vainqueur du play-off de promotion face au second du groupe B, Hadiya Hossana (2-1, buts d'Amanuel Gebremichael et de Yosef Taye) le club est promu pour la première fois en Premier League, le plus haut niveau du football éthiopien.
La saison suivante, le club licencie l'entraîneur Getachew Dawit, pour des raisons supposées politiques, et le remplace par Yohannes Sahle. Le club réalise un championnat honorable, en finissant à la quatrième place après avoir lutté pour le titre.
Pour la saison 2018-2019, le club nomme un nouvel entraîneur, Gebremedhin Haile, vainqueur du championnat la saison dernière avec Jimma Aba Jifar et ancien sélectionneur de l'Éthiopie. Après de mauvais débuts en championnat, le Mekele 70 Enderta bat le record de victoires consécutives en championnat (11), détenu par le Saint-George SC. Par la suite, le club enchaîne les résultats décevants, et voit son rival, le Fasil Kenema s'emparer de la première place du championnat jusqu'à l'ultime de journée. Lors de celle-ci, le Fasil Kenema ne fait que match nul face au Shire Endaselassie, et le Mekele 70 Enderta vient à bout du Dire Dawa City (2-1) grâce à des buts d'Amanuel Gebremichael et d'Osei Mawuli,. Le Mekele 70 Enderta est ainsi sacré champion d'Éthiopie pour la première fois de son histoire. L'attaquant Amanuel Gebremichael termine meilleur buteur du championnat avec 18 buts inscrits.
En qualité de champion d'Éthiopie, le Mekele 70 Enderta dispute pour la première fois de son histoire la Ligue des champions, mais est éliminé dès le premier tour face aux Équatoguinéens du Cano Sport (2-1, 1-1).
Après l'abandon du championnat d'Éthiopie 2019-2020 en raison de la pandémie de Covid-19, le Mekele 70 Enderta se qualifie à nouveau pour la Ligue des champions, mais déclare forfait en ne pouvant pas présenter une équipe de 15 joueurs dont un gardien en raison de la guerre du Tigré. En raison du même conflit ayant fait plus de 10 000 morts, le club ne participe pas au championnat en 2020-2021.

### Dates clés
- 1972 : fondation du club
- 2017 : première accession au championnat d'Éthiopie de première division
- 2019 : premier titre de champion d'Éthiopie

## Stade
Le club joue ses matchs à domicile au Stade du Tigré, d'une capacité de 60 000 places.